# Piovà Massaia
Piovà Massaia (früher: Piovà) ist eine Gemeinde in der italienischen Provinz Asti (AT), Region Piemont. 

## Lage und Einwohner
Piovà Massaia liegt rund 25 km nordwestlich von der Provinzhauptstadt Asti entfernt. Das Gemeindegebiet umfasst eine Fläche von zehn km² und hat 577 Einwohner (Stand 31. Dezember 2023). Die Nachbargemeinden sind Capriglio, Cerreto d’Asti, Cocconato, Cunico, Montafia, Montiglio Monferrato, Passerano Marmorito und Piea.

## Galerie

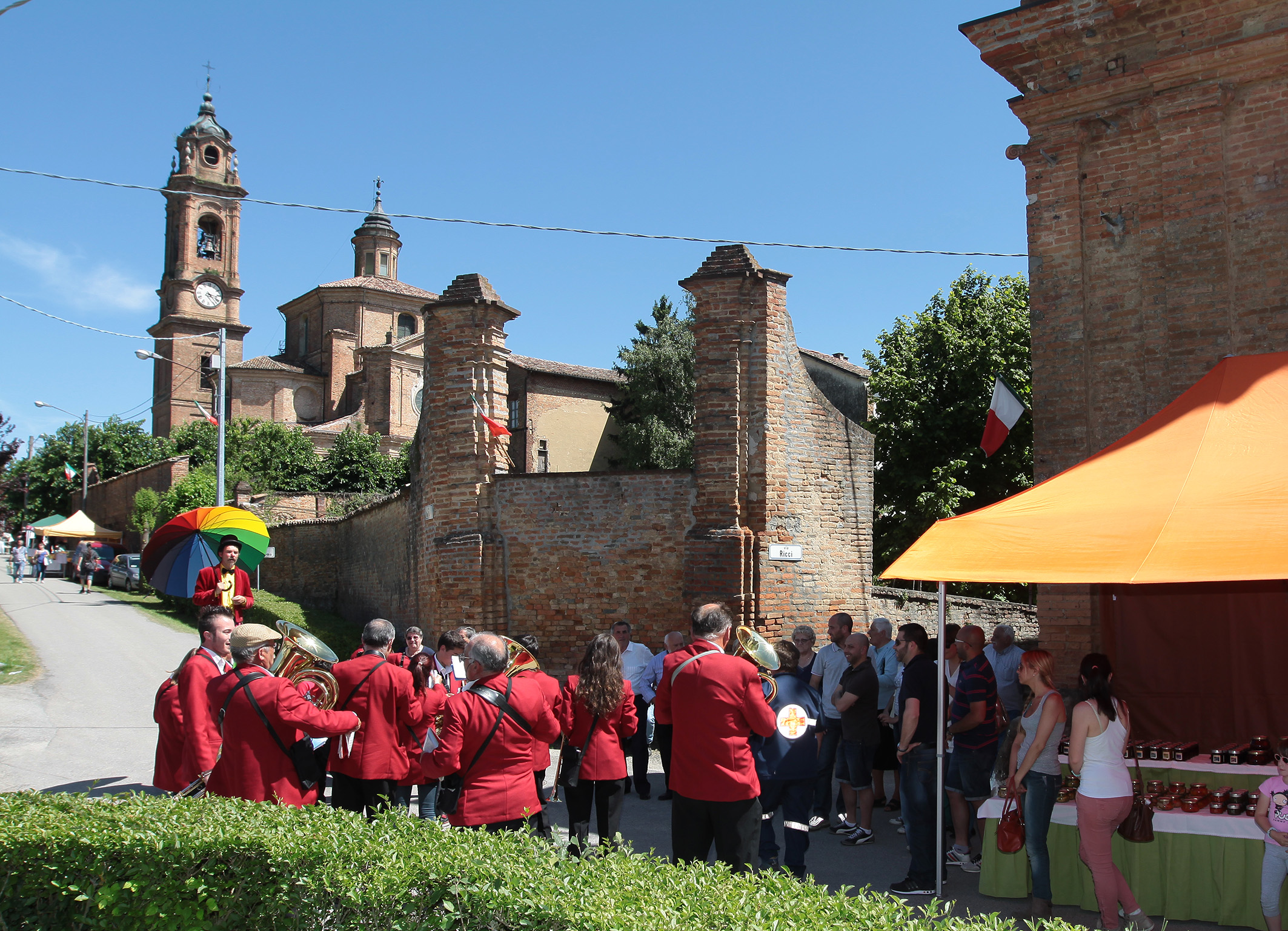
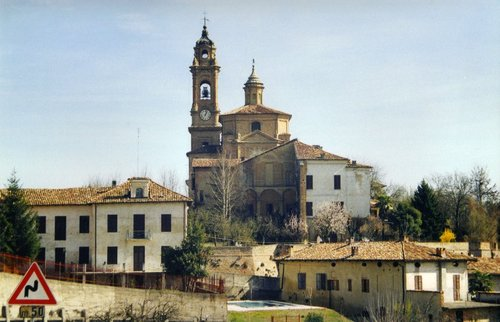
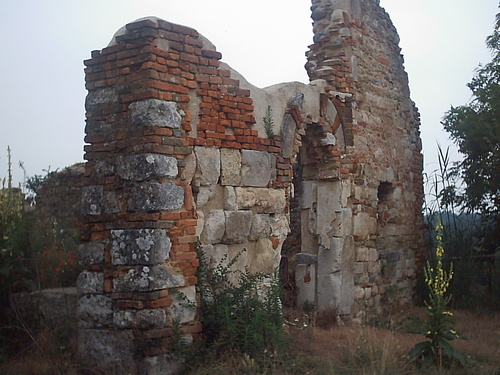

## Geschichte
1940 wurde die Gemeinde zu Ehren von Kardinal Guglielmo Massaia, welcher hier geboren wurde, in Piovà Massaia umbenannt.

## Kulinarische Spezialitäten
Bei Piovà Massaia werden Reben der Sorte Barbera für den Barbera d’Asti, einen Rotwein mit DOCG Status, sowie für den Barbera del Monferrato angebaut.

## Persönlichkeiten
- Guglielmo Massaia, Domherr und Kantor der Kathedrale von Asti
- Giovanni Battista Polledro (1781–1853), Geiger und Komponist
- Lorenzo Antonio Massaia (1809–1889, nach dem Tod seines älteren Bruders: Guglielmo Massaia), Missionar und Kardinal